# العائلة البريطانية المالكة

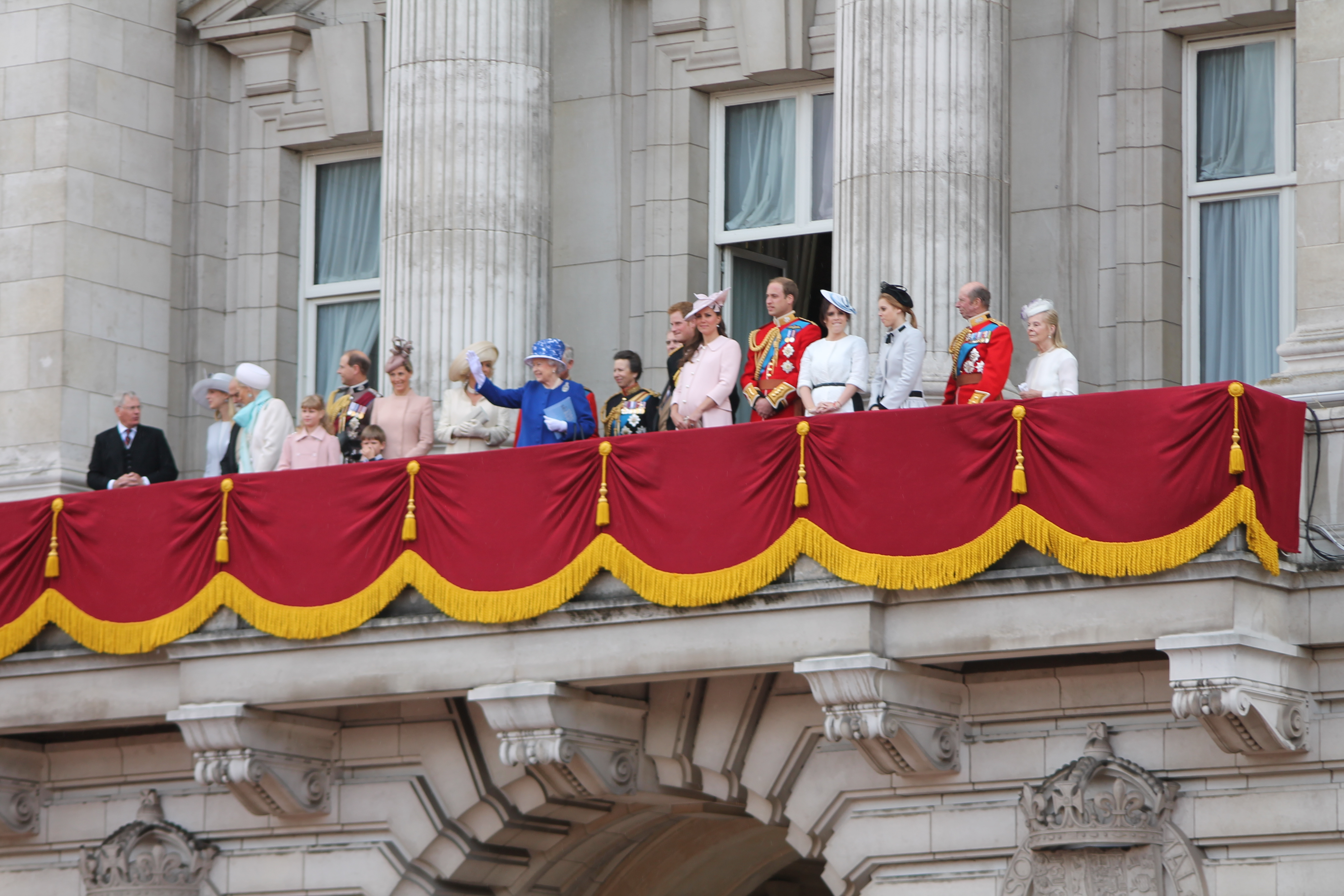
العائلة المالكة البريطانية على شرفة قصر باكنغهام, يونيو 2013

تتألف العائلة المالكة البريطانية من الملك تشارلز الثالث وأقاربه. لا يوجد تعريف قانوني أو رسمي صارم يحدد ما إذا كان شخصٌ ما من العائلة المالكة البريطانية أم لا. يساعد عديد من الأفراد الملكَ بالاهتمام بالارتباطات العامة وغالبًا ما يتابعون الأعمال والمصالح الخيرية. يُعد أفراد العائلة المالكة أيقونات ثقافية بريطانية، إذ يُذكر البالغون الشباب خارج البلاد العائلةَ ضمن مجموعة الناس الأكثر ارتباطًا بالثقافة البريطانية.
بطبيعة الحال، يُعتبر أولئك الذين يحملون مُسمى صاحب أو صاحبة السمو الملكي (إتش آر إتش) (وهو تكريم يمنحه العاهل)، ومُسمى صاحب أو صاحبة الجلالة (إتش إم)، أفرادًا، بما فيهم أولئك الذين حملوا هذه المسميات قبل بدء عهد العاهل الحالي. بموجب هذا المعيار، عادة ما تتضمن قائمة بأسماء العائلة المالكة الحالية العاهل، والأولاد والأحفاد من نسل الأبناء الذكور للعاهل والعواهل السابقين، وأولاد الابن الأكبر لأمير ويلز، وكل زوجاتهم الحاليات أو الأرامل.
يمتلك بعض أفراد العائلة المالكة أماكن إقامة رسمية مسمّاة على أنها الأماكن التي يُعلن منها في نشرة البلاط عن الارتباطات الرسمية التي قد أنجزوها. يجري تمويل الواجبات الحكومية وطاقم عمل بعض أفراد العائلة المالكة عبر ميزانية سنوية برلمانية، ويُرجع الملك كامل المبلغ إلى الخزينة.
منذ عام 1917، وقتما بدّل الملك جورج الخامس اسم العائلة المالكة من ساكس-كوبورغ وغوثا، صار أفراد العائلة منتمين إما بالولادة أو بالزواج إلى بيت ويندسور. لا يستخدم كبار أفراد العائلة من حاملي الألقاب عادة اسم عائلة، رغم أنه ومنذ عام 1960، صار اسم ماونتباتن – ويندسور، الذي يضم اسم عائلة الأمير فيليب المُعتمد ماونتباتن، مفروضًا بصفته اسم عائلة للسلالة المباشرة للملكة إليزابيث الثانية من غير حاملي الألقاب والمسميات، وقد استخدمه أحيانًا أولئك الذين يحملون ألقابًا كهذه عند الحاجة.

## حالتها
في يوم 30 نوفمبر 1917، أصدر الملك جورج الخامس براءة تمليك تُعرّف مسميات وألقاب أفراد العائلة المالكة؛ ونص البيان من صحيفة ذا لندن غازيت هو التالي:
وايتهول، الحادي عشر من ديسمبر، 1917.

كان من دواعي سرور الملك إصدار براءة تمليك بموجب الختم العظيم لمملكة بريطانيا العظمى وإيرلندا المتحدة، والتي تحمل تاريخ الثلاثين من الشهر المنصرم، لتحديد المسميات والألقاب التي سيحملها أفراد العائلة المالكة من الآن فصاعدًا. أعلنت براءة التمليك أن أولاد أي حاكم للمملكة المتحدة وأولاد أبناء أي حاكم من هذا القبيل وأكبر ابن على قيد الحياة للابن الأكبر لأمير ويلز سيحملون ويتمتعون دائمًا بمسمى أو لقب أو صفة صاحب السمو الملكي إضافة إلى رتبتهم الفخرية باعتبارهم أمراء أو أميرات متقدمةً أسماءهم المسيحية أو ألقابهم الشرفية الأخرى؛ وأنه باستثناء الآنف ذكرهم، سيتوقف استخدام ألقاب صاحب السمو الملكي أو الجلالة أو صاحب السمو، والرتب الفخرية من أمير وأميرة إلا لمن مُنحوا هذه الألقاب مسبقًا وما زالت غير مبطلة؛ وأن أحفاد أبناء أي حاكم كهذا من النسل الذكوري المباشر (ما عدا أكبر ابن على قيد الحياة للابن الأكبر لأمير ويلز) سيحظون بالمسمى واللقب الذي يتمتع به أبناء الدوقات.
في عام 1996، عدّلت الملكة إليزابيث الثانية براءة التمليك هذه، وظهر هذا البيان في ذا لندن غازيت:
كان من دواعي سرور الملكة إصدار براءة تمليك بموجب الختم العظيم للمملكة تاريخها الحادي والعشرين من أغسطس 1996، لتعلن أن الزوجة السابقة (فضلًا عن الأرملة حتى تتزوج مجددًا) لابن أحد حكام هذه الممالك، ولابن ابن حاكم، ولأكبر ابن على قيد الحياة للابن الأكبر لأمير ويلز لن تُخول حمل مسمى أو لقب أو صفة صاحبة السمو الملكي والتمتع بها. 
في 31 ديسمبر 2012، أُصدرت براءة تمليك امتدّت بموجبها الألقاب والمسميات التي يحملها أفراد العائلة المالكة إلى أشخاص إضافيين سيولدون لاحقًا، وظهر هذا البيان في ذا لندن غازيت:
كان من دواعي سرور الملكة إصدار براءة تمليك بموجب الختم العظيم للمملكة تاريخها 31 ديسمبر من عام 2012 لتُعلن أن كل أولاد الابن الأكبر لأمير ويلز سيحملون مسمى أو لقب أو صفة صاحب السمو الملكي إضافة إلى رتبتهم الفخرية باعتبارهم أمراء أو أميرات متقدمةً أسماءهم المسيحية أو ألقابهم الشرفية الأخرى.
من الناحية التاريخية، فقد مثّل أفراد العائلة المالكة البريطانية وأقرباؤهم العاهل في مختلف الأماكن في كافة أرجاء الإمبراطورية البريطانية، أحيانًا لفترات طويلة بصفتهم نواب الملك أو في مناسبات أو مراسم معينة. حاليًا، غالبًا ما يؤدون الواجبات الاجتماعية والرسمية على امتداد المملكة المتحدة وخارجها بالنيابة عن المملكة المتحدة. فضلًا عن العاهل، فإن دورهم الدستوري الوحيد في شؤون الحكومة هو أن يشغلوا منصب مستشار دولةٍ في حال كانوا جديرين وعندما يعينون بموجب براءة تمليك، ويتمتع اثنين أو أكثر منهم بسلطة التاج (ضمن حدود منصوصة) إذا ما كان العاهل متوعكًا أو خارج البلاد. لا تشغل الأسرة الملكية منصب مستشار دولة في غيرها من دول الكومنولث، رغم أنهم قد يؤدون واجبات اجتماعية أو رسمية بالنيابة عن الدول المستقلة أو عن المنظمة.
تشغل الملكة وبعلها وأولادها وأحفادها، بالإضافة إلى أولاد وأحفاد كل الحكام السابقين، أماكن في الأقسام الأولى من ترتيب الأسبقية في إنجلترا وويلز واسكتلندا وإيرلندا الشمالية. تتمتع زوجات المذكورين بترتيب أسبقية أزواجهن، ويوضع أزواج الأميرات على نحو غير رسمي ولكنه اعتيادي في منزلة زوجاتهم. ومع ذلك، فقد غيرت الملكة ترتيب الأسبقية الخاص في العائلة المالكة لصالح الأميرتين آن وألكسندرا، اللتين منذ ذاك الوقت فصاعدًا أخذتا أسبقية خاصة على دوقة كورنوال، والتي كانت قبل ذلك الامرأة صاحبة الرتبة الأعلى في المملكة بعد الملكة نفسها. لم تعدل الترتيب النسبي لبقية الأميرات بالولادة، مثل بنات أبنائها الأصغر سنًا.